# Tommy Lynn Sells
Tommy Lynn Sells, né le 28 juin 1964 à Oakland en Californie, et mort le 3 avril 2014 est un tueur en série américain. Il a été condamné à mort pour le meurtre d'une adolescente de 13 ans en 1999. Les autorités américaines pensent qu'il a commis au moins 21 autres meurtres.

## Jeunesse
Tommy Lynn Sells, ainsi que sa sœur jumelle Tammy Jean, ont contracté la méningite à l'âge de 18 mois. Tommy n'a souffert que d’une forte fièvre et a survécu, tandis que sa sœur meurt de l’inflammation. Sa mère développe alors envers son fils une haine farouche et le délaisse, allant même jusqu'à faire graver le prénom de « Tommy » sur la tombe de sa sœur. Peu après le décès de Tammy Jean, Sells est envoyé vivre chez sa tante Bonnie Woodall à Holcomb dans le Missouri. Il est resté avec elle jusqu’à l’âge de cinq ans.
À huit ans, Sells commence à passer du temps avec un homme de la ville voisine nommé Willis Clark, qui fut plus tard suspecté d’être un prédateur d’enfants.
Sells vagabonde pour trouver du travail. Pendant cette période il est sans abri et il fait du stop, grimpe dans des trains de marchandises et parfois vole un véhicule. Il a occupé beaucoup d’emplois différents, souvent du travail manuel.

## Meurtres
Sells déclare avoir commis son premier meurtre à 15 ans.
Alors qu’il travaillait comme forain dans le Missouri durant l’été de 1985, Sells rencontra Ena Cordt, 28 ans. Selon Sells, Ena l’invita chez elle où ils eurent des rapports sexuels de façon consentante. Les corps d'Ena et de son fils de quatre ans furent retrouvés trois jours plus tard.
Sells est aussi suspecté d'être l'auteur des meurtres suivants :
- Suzanne Korcz (27 ans) à Lockport dans New York, le 1er mai 1987 ;
- la famille Dardeen en Illinois en novembre 1987 ;
- Melissa Trembly (11 ans) à Lawrence dans le Massachusetts en septembre 1988 ;
- un collègue de travail au Texas en avril 1989 ;
- Teresa Hall (28 ans) et sa fille de cinq ans, à Marianna en Floride, décembre 1991 ;
- Stephanie Mahaney (13 ans) à Springfield dans le Missouri, le 18 novembre 1997 ;
- Joel Kirkpatrick (10 ans) à Lawrenceville dans l'Illinois, le 13 octobre 1997 ;
- Mary Perez (9 ans) à Alamo City dans le Texas, le 18 avril 1999 ;
- Haley McHone (13 ans) à Lexington dans le Kentucky, le 23 mai 1999 ;
- Bobbie Lynn Wofford (14 ans) à Kingfisher dans l'Oklahoma, le 3 juillet 1999 ;
- la famille Harris à Del Rio au Texas, le 31 décembre 1999.

Ses nombreux crimes ont poussé certains innocents derrière les barreaux : pour le meurtre de Joel Kirkpatrick, c'est sa mère, Julie Rea, qui fut suspectée, puis condamné à 65 ans de prison avant d'être innocentée.

## Arrestation et aveux
Le 31 décembre 1999 dans la subdivision de Guajia Bay à l’ouest de Del Rio au Texas, Sells poignarda à mort Kaylene « Katy » Harris, 13 ans, 16 fois, et trancha la gorge de Krystal Surles, 10 ans. Kristal survécut et reçut l’aide de ses voisins. Finalement, Sells fut appréhendé grâce à un croquis et la description fournie par la victime.
Sells a récemment déclaré avoir tué jusqu’à 70 personnes, selon une entrevue avec le psychiatre légiste et expert de la personnalité, le docteur Michael Stone de l’université Columbia, dans l’émission Most Evil sur les ondes du Discovery Channel.
Tommy Lynn Sells est resté dans le couloir de la mort au pénitencier Allan B. Polunsky Unit à Livingston au Texas jusqu'à son exécution le 3 avril 2014, par injection létale, pour le meurtre de Kaylene Harris.